# Маркелов, Николай Степанович
Николай Степанович Маркелов (21 мая 1900, с. Максимовка — 15 января 1945, у с. Бяла-Гура) — наводчик противотанкового ружья, участник Великой Отечественной войны, Герой Советского Союза.

## Биография
Родился 21 мая 1900 года в селе Максимовка (ныне — Базарно-Карабулакского района Саратовской области).
В Красной Армии в 1918—1920 годах. Участник гражданской войны.
Участник Великой Отечественной войны. Принимал участие в боях на Юго-Западном, 3-м Украинском и 1-м Белорусском фронтах. В ходе войны был неоднократно ранен.
С 14 января 1945 года в составе войск 1-го Белорусского фронта участвовал в Висло-Одерской операции. 15 января полк Маркелова вышел к реке Пилица. На противоположном берегу реки находились вражеские укрепления. Рота Маркелова не смогла пересечь реку из-за пулемётов противника. Николай Степанович ползком по льду преодолел реку и расстрелял вражеские амбразуры из бронебойного оружия. Рота смогла продолжить наступление и выполнить поставленную задачу. Без потерь был захвачен важный плацдарм. Немцы попытались вернуть потерянные позиции, однако рота Маркелова смогла их удержать, отразив при этом семь контратак.

Бюст Маркелову Н.С. в Базарном Карабулаке

15 января 1945 года при отражении последней контратаки Маркелов погиб.
Звание Героя Советского Союза Николаю Степановичу Маркелову присвоено посмертно 27 февраля 1945 года «за отвагу и героизм, проявленные при форсировании реки Пилица и в бою за удержание плацдарма на её западном берегу».

## Награды
- Орден Ленина
- Медаль Золотая Звезда
- Медаль «За отвагу»